# Ontbijt TV
Ontbijt TV was een ochtendprogramma dat werd uitgezonden via de tv-kanalen van de Nederlandse publieke omroep, met name via Nederland 1

## Start
Ontbijt TV startte op 3 januari 1994 en was in eerste instantie een coproductie tussen de omroepen IKON, KRO en NCRV (met medewerking van het NOS Journaal). De AVRO zou in eerste instantie als vaste speler van Nederland 1 ook deelnemen aan Ontbijt TV, maar trok zich vlak vóór de start terug uit Ontbijt TV.
Het doel van het programma was om 's ochtends mensen op de hoogte te houden van het laatste nieuws, achtergronden, het weer en de verkeersinformatie (verzorgd door de ANWB). Tijdens de zomerstop van 1994 trokken de IKON en de NCRV zich terug uit het programma en bleef de KRO alleen over. Daarmee verdwenen de eerste presentatoren Wim Neijman (IKON) en Karin de Groot (NCRV) van het scherm en werden vervangen door Dieuwertje Blok en Rocky Tuhuteru.
Naast een weerbericht en verkeersinformatie werden er in latere seizoenen ook enkele sportblokjes verzorgd door de redactie van het Sportjournaal (NOS).

## Presentatoren
- Wim Neijman (IKON) 1994
- Karin de Groot (NCRV, KRO) 1994, 2000, 2002
- Rocky Tuhuteru (KRO) 1994-2000
- Dieuwertje Blok (KRO) 1994-2001
- Frits Spits (KRO) 1999-2002
- Jeanne Kooijmans (KRO) 2001-2002

## Weerbericht
In Ontbijt TV werden in de beginjaren enkele malen per uitzending een weerbericht uitgezonden, verzorgd door de weermannen en -vrouwen van het KNMI. In de laatste seizoenen werd het weerbericht slechts kort toegelicht door de presentator van dienst.

### Weermannen- en vrouwen
- Frans Elkhuizen
- Erwin Kroll
- Monique Somers
- Peter Timofeeff
- Diana Woei

## Verkeersinformatie
De verkeersinformatie werd vanaf de eerste uitzending verzorgd door de ANWB. In het eerste seizoen presenteerden de ANWB-medewerkers (in beeld) in de studio de verkeersinformatie met op de achtergrond een landkaart waarop met een stift aantekeningen werden gemaakt rondom verkeersknelpunten. 
Vanaf het tweede seizoen verdwenen de presentatoren uit beeld en werden vervangen door gesproken en gevisualiseerde verkeersmeldingen door de presentator van dienst. In de seizoenen vanaf 2000 werd de verkeersinformatie door een off-screen presentator/filelezer vanaf de ANWB-redactie in Den Haag voorgelezen.

### ANWB-medewerkers
- Cees Quax

## Einde
Ontbijt TV was een populair ochtendprogramma en daarom sloeg het nieuws, dat Ontbijt TV moest stoppen, als een bom in, bij zowel de kijkers als het KRO-personeel dat meewerkte aan Ontbijt TV. Reden voor het stoppen van het programma was dat de kosten te hoog werden. De KRO heeft nog andere omroepen benaderd om het programma financieel te steunen.
Op 28 juni 2002 werd de laatste uitzending gemaakt en werd gepresenteerd door Frits Spits, Jeanne Kooijmans en Karin de Groot (laatste half uur).

## Opvolger
Op 2 september 2002 startte een nieuw ochtendprogramma, Goedemorgen Nederland, dat een coproductie was van AVRO, KRO en NCRV.

## Trivia
- De eerste uitzending van Ontbijt TV op maandag 3 januari 1994 werd gepresenteerd door Wim Neijman en Karin de Groot.
- In Ontbijt TV werd jarenlang het Eindexamenjournaal uitgezonden.